# Friedrich Gerhard Rohlfs
Ne doit pas être confondu avec Gerhard Rohlfs.
Pour les articles homonymes, voir Rohlfs.
Friedrich Gerhard Rohlfs (né le 14 avril 1831 à Brême et mort le 2 juin 1896 à Bad Godesberg) est un géographe, explorateur de l'Afrique et écrivain brêmois.

## Biographie

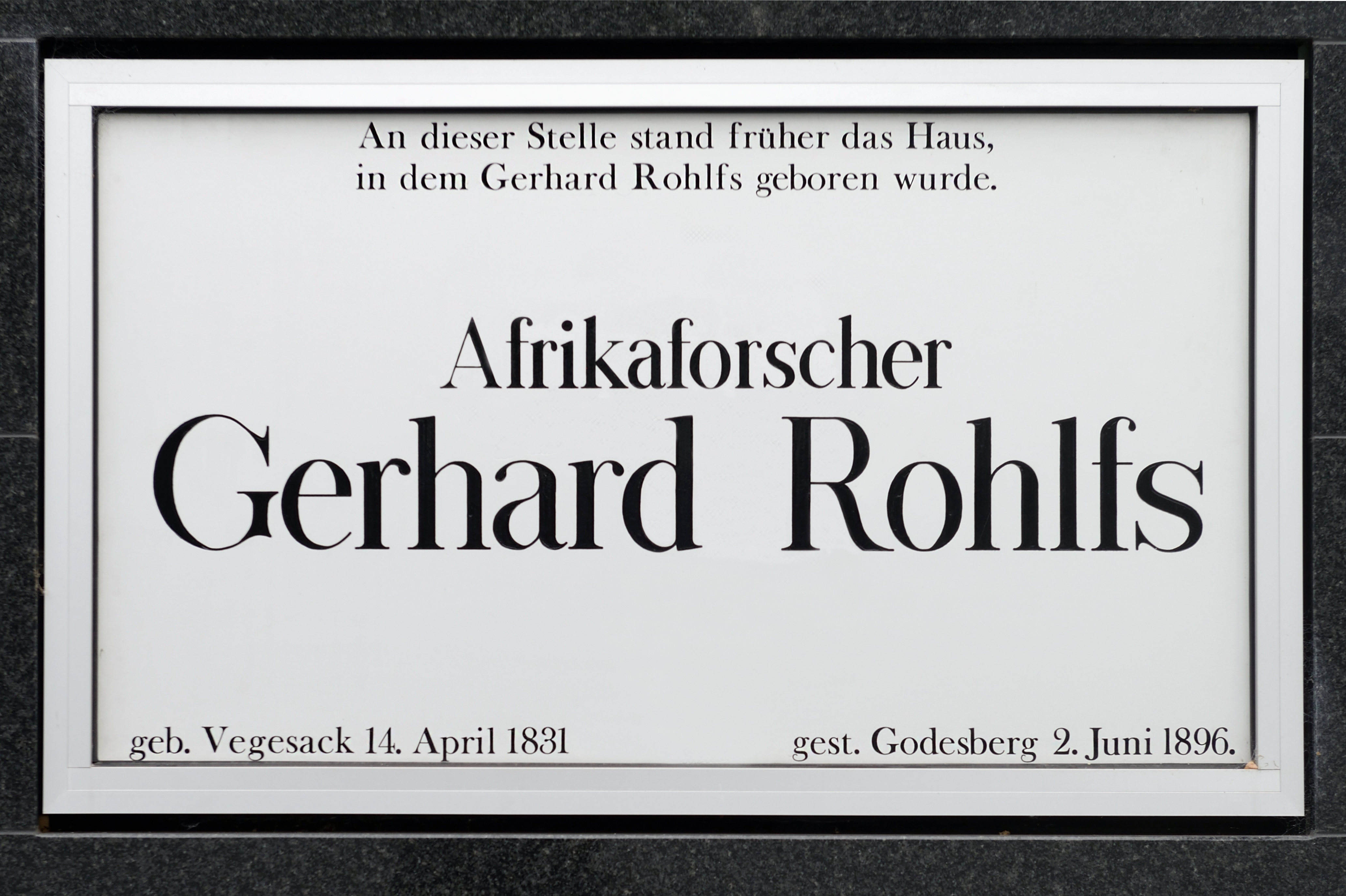
Plaque sur la façade du 58 rue Gerhard-Rohlfs à Bremen-Vegesack, lieu de naissance de Gerhard Rohlfs

Né le 14 avril 1831 dans les faubourgs de Brême, il est le fils d'un médecin. Engagé à 18 ans dans l'armée de Brême, il combat au Schleswig-Holstein où il est nommé sous-lieutenant. Libéré de l'armée en 1851, il fait des études de médecine à Heidelberg puis Göttingen. En 1854, il s'engage dans l'armée autrichienne qu'il quitte assez vite.

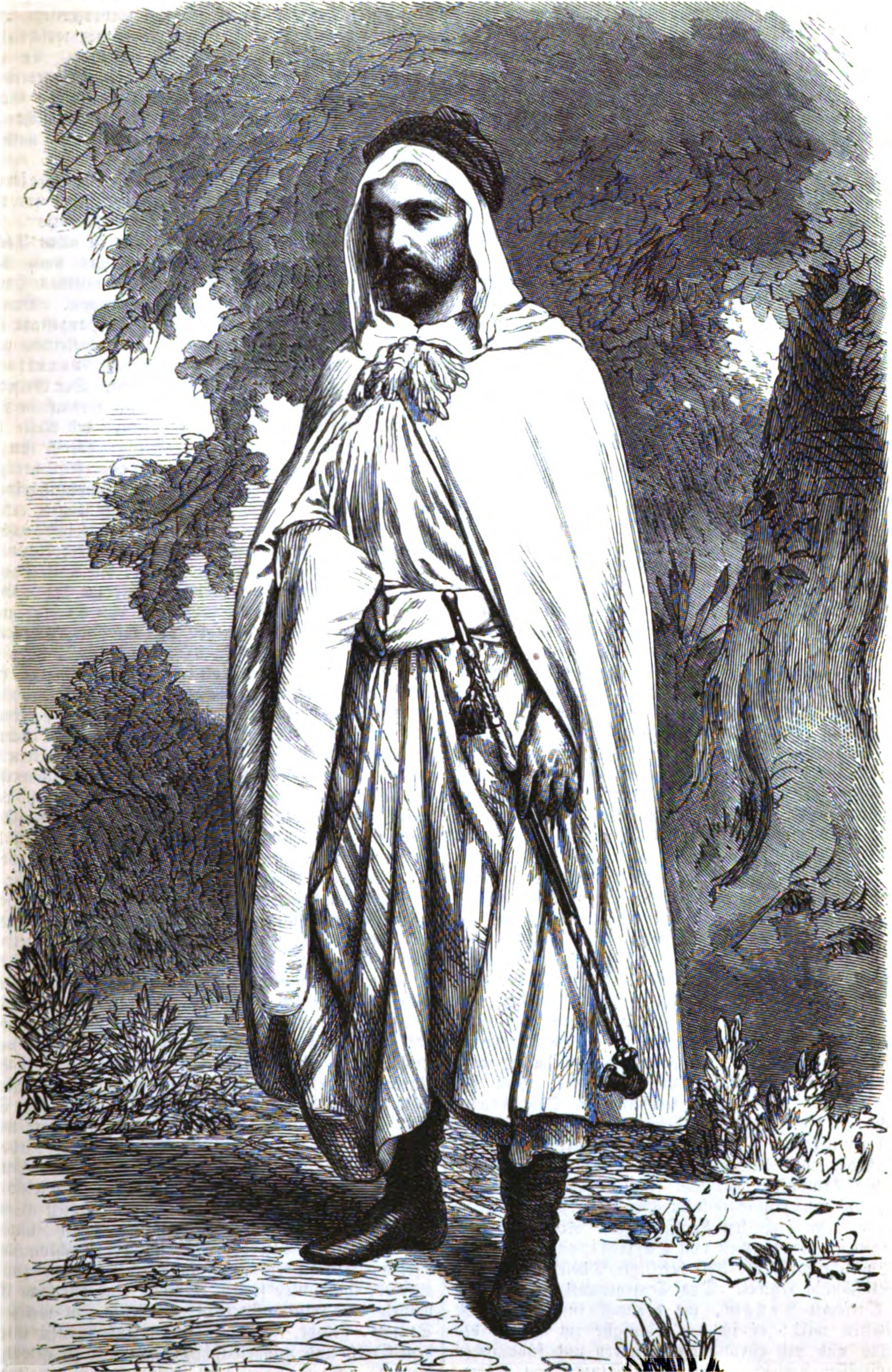
Gerhard Rohlfs, 1865

Il gagne alors la France et s'engage dans la Légion étrangère, le 28 novembre 1856 (2e Régiment Etranger). Affecté en Algérie, il participe à la campagne de Kabylie. Il est nommé grenadier puis caporal et médecin auxiliaire. Il participe aux opérations en Italie pour lesquelles il est décoré de la médaille d'Italie. De retour en Algérie où il a appris la langue arabe et envisageant d'explorer l'Afrique saharienne, il quitte l'armée française en 1860.
En 1861, il est médecin personnel d'un aristocrate marocain à Ouezzane et commence à se faire passer pour un musulman. En 1862, souhaitant atteindre Tombouctou, il traverse le Maroc de Tanger à Agadir, puis la région du Draa et celle de Tafilalet mais il est blessé et parvient à rejoindre l'Algérie. En 1863, il fait une autre tentative vers le Touat, mais ne dépasse pas Laghouat. 
Il joint de 1865 à 1867 la Méditerranée et le golfe de Guinée. Il utilise alors les services de Dorugu comme interprète.

### Guerre franco-allemande de 1870
Pendant la guerre franco-prussienne de 1870-1871, il se rend en Tunisie avec l'orientaliste et ancien diplomate allemand Johann Gottfried Wetzstein en tant qu'agent prussien afin d'encourager les tribus berbères algériennes à se révolter contre la France. La mission échoue pour deux raisons : tout d'abord, parce que la défense française apprend très tôt les intentions et enfin, en raison d'une mauvaise appréciation de la situation sur le terrain.
En 1875-1876, il explore la Cyrénaïque et le désert de Libye et en 1878 l'oasis de Koufra. En 1880-1881, il explore l'Abyssinie et est nommé consul d'Allemagne à Zanzibar.

## Botanique
Une abréviation standard est attribuée à Friedrich Gerhard Rohlfs. Il n'était pas auteur en botanique mais eut la responsabilité d'herbiers lors d'explorations.

## Œuvres
Friedrich Gerhard Rohlfs a commis :
- (de)Reise durch Marokko, Brême, 1868. Lire en ligne sur Gallica
- (de)Land und Volk in Afrika (1870)
- (de)Von Tripolis nach Alexandria (1871)
- (de)Quer durch Afrika (1874-75)
- (de)Beiträge zur Entdeckung und Erforschung Afrikas (1876)
- (de)Reise von Tripolis nach der Oase Kufra (1881)
- (de)Quid Novi ex Africa (1886)

## Articles externes
- Johann Gottfried Wetzstein, orientaliste allemand avec qui il part en mission en Tunisie afin d'encourager les tribus berbères algériennes à se révolter contre la France[6].